# Smalle beukvaren
De smalle beukvaren (Phegopteris connectilis) is een kosmopolitische varen uit de moerasvarenfamilie (Thelypteridaceae). De soort is vooral te vinden in (vochtige) loofbossen, zoals eiken- en beukenbossen. De smalle beukvaren is in België en Nederland zeldzaam tot zeer zeldzaam.

## Naamgeving
- Synoniemen: Dryopteris phegopteris (L.) C.Chr., Lastrea phegopteris (L.) Bory, Phegopteris polypodioides Fée, Polypodium connectile, Polypodium phegopteris L., Thelypteris phegopteris (L.) Sloss.

Duits: Buchenfarn
Engels: Long Beech Fern, Northern Beechfern
Frans: Fougère des hêtres, Phégopteris vulgaire

## Kenmerken

### Plant

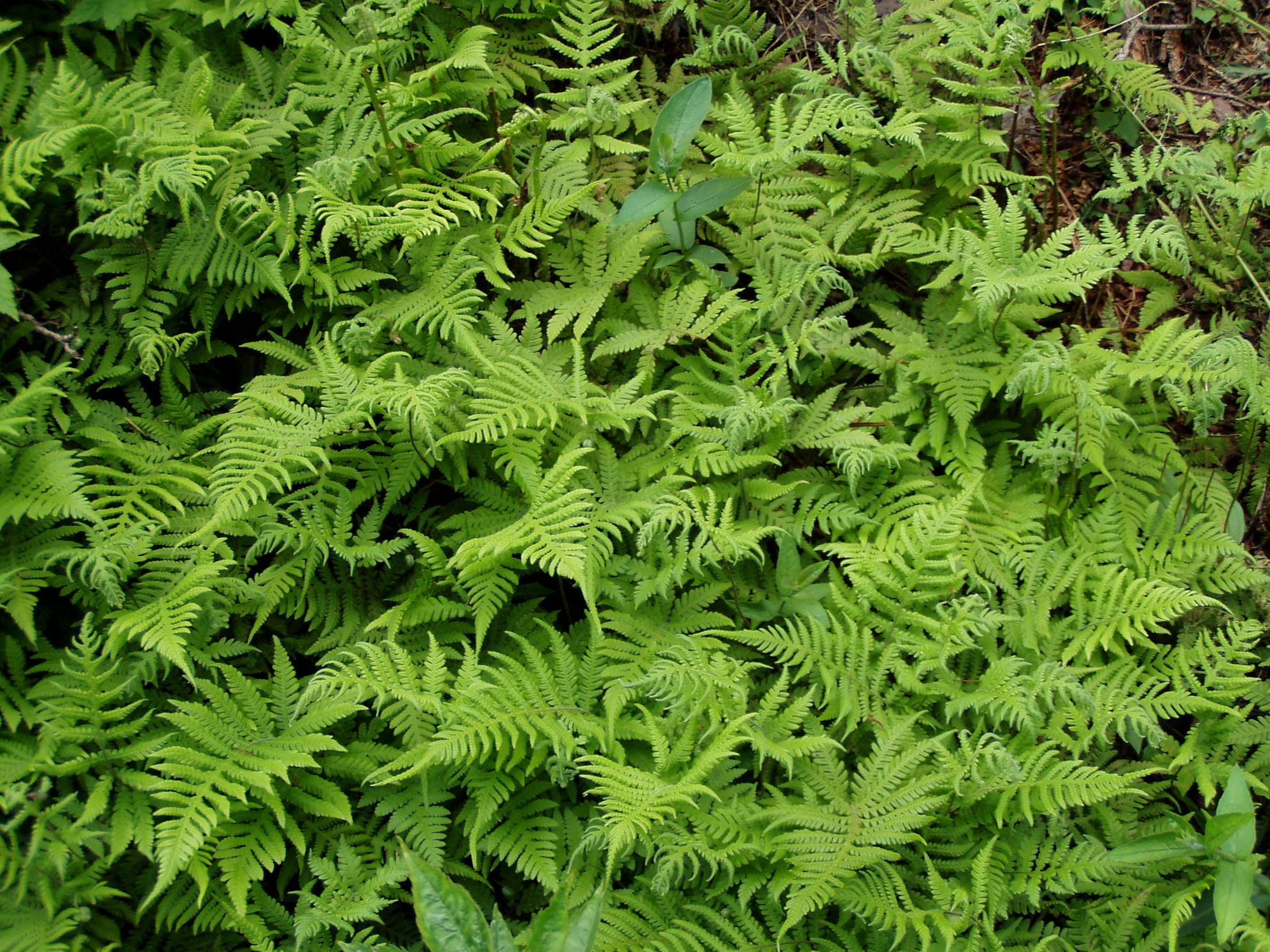
Smalle beukvaren

De smalle beukvaren is een overblijvende, kruidachtige plant met een lange, dunne en kruipende wortelstok, waaruit elk jaar verspreid een aantal heldergroene en later matgroene bladen ontspringt.

### Bladen
De jonge bladen zijn opvallend heldergroen, tot 50 cm lang, wigvormig en bovenaan tot een gelobde spits uitgerekt. Het blad is dubbel geveerd. Het blad is een beetje dicht gevouwen, vooral de onderste twee blaadjes, die ook nog eens naar onder wijzen. De tegenoverstaande blaadjes zijn aan de hoofdnerf met elkaar vergroeid, behalve de onderste. De randen van de blaadjes zijn behaard.
De bladsteel is even lang of langer dan het blad zelf en zeer broos.

### Sporenhoopjes
De sporenhoopjes zijn klein en rond, liggen langs de bladrand en hebben geen dekvliesje. De sporen zijn rijp van juni tot augustus.

## Habitat
De smalle beukvaren prefereert vochtige, voedselarme tot matig voedselrijke, kalkarme en zure tot zwak zure gronden in schaduw of halfschaduw. Hij is meestal te vinden in schaduwrijke loofbossen, vooral op de kanten van greppels, beken en holle wegen.

## Voorkomen
De smalle beukvaren komt voor in de meeste koude en gematigde streken van het noordelijk halfrond, vooral in gebergtes.
In België is de soort zeldzaam in de Ardennen en in de Maasvallei, elders in het land zeer zeldzaam. In Nederland zeldzaam in Twente en zeer zeldzaam in Drenthe, de Veluwe, Flevoland en Zuid-Limburg.

## Verwante en gelijkende soorten
De smalle beukvaren heeft geen verwanten van hetzelfde geslacht in België en Nederland. Van de moerasvarenfamilie kunnen ook de moerasvaren (Thelypteris palustris) en de stippelvaren (Oreopteris limbosperma) in de Benelux gevonden worden. De eerste heeft echter een heel ander biotoop en de stippelvaren is veel groter en ziet er volledig anders uit.
Verwarring is echter wel mogelijke met de gebogen driehoeksvaren (Gymnocarpium dryopteris) en de rechte driehoeksvaren (Gymnocarpium robertianum). Deze laatste komt echter enkel op kalkrijke bodem voor en de smalle beukvaren is van beide te onderscheiden door de onderste blaadjes, die wel diep ingesneden maar niet gedeeld zijn, en naar binnen en beneden geplooid.

## Zeldzaamheid en bescherming
De smalle beukvaren wordt op de Vlaamse Rode Lijst (planten) vermeld als 'met uitsterven bedreigd'. Op de Nederlandse Rode Lijst (planten) staat de soort niet vermeld.